# Witalij Fiedorczuk
Witalij Fiedorczuk (ros.) Виталий Васильевич Федорчук (ur. 27 grudnia 1918 w Ohijówce w guberni kijowskiej, zm. 29 lutego 2008 w Moskwie) – radziecki działacz państwowy, funkcjonariusz służb specjalnych, generał armii.

## Życiorys
W 1938 ukończył wojskową szkołę łączności. Od 1940 był członkiem WKP(b). Od 1939 pełnił służbę w radzieckim kontrwywiadzie wojskowym, pełnomocnik operacyjny Wydziału Specjalnego NKWD Uralskiego Okręgu Wojskowego, uczestnik bitwy nad Chałchin-Goł. Podczas wojny z Niemcami funkcjonariusz Wydziałów Specjalnych NKWD jednostek frontowych Armii Czerwonej, 1943 szef Wydziału Specjalnego NKWD/Wydziału Kontrwywiadu Smiersz 92 Samodzielnej Brygady Czołgowej, od października 1943 zastępca szefa Wydziału Kontrwywiadu Smiersz Garnizonu w Jarosławiu, a od maja 1944 garnizonu w Tule. Od 1955 był zastępcą szefa, a następnie szefem Wydziału Specjalnego Komitetu Bezpieczeństwa Państwowego (KGB) Moskiewskiego Okręgu Wojskowego. Od 1963 na stanowisku zastępcy szefa, a od 1966 szefa Zarządu Kontrwywiadu KGB Grupy Wojsk Radzieckich w Niemczech. Od 1967 był szefem Zarządu III KGB ZSRR (kontrwywiadu). Od 16 lipca 1970 do 26 maja 1982 był przewodniczącym KGB Ukraińskiej SRR, po czym w maju 1982 zmienił Jurija Andropowa na stanowisku przewodniczącego Komitetu Bezpieczeństwa Państwowego ZSRR. Został mianowany generałem armii. Od 17 grudnia 1982 do 24 stycznia 1986 był ministrem spraw wewnętrznych ZSRR, a od 1986 do 1991 pracował w aparacie centralnym ministerstwa obrony ZSRR.

## Odznaczenia
- Order Lenina (1977)
- Order Rewolucji Październikowej (1971)
- Order Czerwonego Sztandaru Pracy (dwukrotnie, 1973 i 1980)
- Order Wojny Ojczyźnianej I klasy
- Order Czerwonej Gwiazdy (trzykrotnie, w tym w 1943)
- Order Zasługi dla Ojczyzny (NRD, dwukrotnie w 1970 i 1975)
- Order 9 września 1944 I klasy (Ludowa Republika Bułgarii, 1974)
- Order Czerwonego Sztandaru (Czechosłowacja, 1970)
- Krzyż Oficerski Orderu Odrodzenia Polski (Polska Rzeczpospolita Ludowa, 1972)[3]